# Acrosathe annulata
Acrosathe annulata – gatunek muchówki z podrzędu krótkoczułkich i rodziny dziewierkowatych.
Gatunek ten opisany został w 1805 roku przez Johana Christiana Fabriciusa jako Bibio annulata.
Muchówka o ciele długości od 9 do 11 mm. Głowa jest u samca holoptyczna, zaś u samicy jest dychoptyczna. Opylenie ciała samca jest białoszare, a owłosienie białe. Samica ma brunatne owłosienie na górze czoła i ciemnoszare śródplecze. Przedpiersie jest w całości owłosione. Chetotaksja tułowia obejmuje 3–4 szczecinki przedskrzydłowe, 1–2 nadskrzydłowe, 1 zaskrzydłową i 2 śródplecowych. Użyłkowanie skrzydła cechuje zamknięta komórka medialna M3. Przezmianki mają białe główki. Odnóża mają czarne z szarym opyleniem biodra i uda, żółte z brunatnymi końcami golenie i brunatne stopy z żółtymi nasadami. Srebrzystobiałe włoski na odwłoku są przylegające.
Owad palearktyczny, znany z Irlandii, Wielkiej Brytanii, Norwegii, Szwecji, Finlandii, Francji, Holandii, Niemiec, Szwajcarii, Austrii, Włoch, Polski, Czech, Słowacji, Węgier, Rumunii, Bułgarii, Serbii, Czarnogóry, Albanii i Rosji. Zasiedla obszary piaszczyste, np. nadmorskie wydmy. Owady dorosłe są aktywne od maja do sierpnia.